# والریا سابل
والریا سابل (ایتالیایی: Valeria Sabel؛ ‏ ۷ آوریل ۱۹۲۸ – ۱۸ اوت ۲۰۰۹) بازیگر اهل ایتالیا بود.
از فیلم‌هایی که وی در آن نقش داشته‌است، می‌توان به چهار مرتبه آن شب، جولیتای ارواح، پدرخوانده: قسمت سوم، لعنت به روزی که تو را ملاقات کردم، نور چشمانم و برای عشق، فقط برای عشق اشاره کرد.